# Phyllodactylus nocticolus
Phyllodactylus nocticolus (листопалий гекон півострівний) — вид геконоподібних ящірок родини Phyllodactylidae. Мешкає в США і  Мексиці.

## Підвиди
- Phyllodactylus nocticolus nocticolus Dixon, 1964
- Phyllodactylus nocticolus acorius Dixon, 1966
- Phyllodactylus nocticolus sloani Bostic, 1971

## Поширення і екологія
Півострівні листопалі гекони мешкають на півдні Каліфорнії (на південь від міста Палм-Спрінгз, зокрема в заповіднику Анза-Боррего) та на Каліфорнійському півострові (за винятком крайнього півдня), а також на понад 30 островах в Каліфорнійській затоці та на островах Магдалена і Санта-Маргарита в затоці Магдалена на заході штату Баха-Каліфорнія-Сур. Вони живуть серед різноманітних скель, осипів і валунів, серед сухих чагарникових заростей і чапаралі, трапляються в людських поселеннях.
Півострівні листопалі гекони ведуть нічний спосіб життя, а вдень ховаються в тріщинах серед скель або під камінням. вони живляться дрібними безхребетними, зокрема метеликами і павуками, яких шукають переважно серед скель. Самиці відкладають яйця в тріщинах серед скель або під корою.